# Željuša (Serbia)
Željuša (cyr. Жељуша) – wieś w Serbii, w okręgu pirockim, w gminie Dimitrovgrad. W 2011 roku liczyła 1311 mieszkańców.